# Apocalypse 2024
Pour plus de détails, voir Fiche technique et Distribution.
Apocalypse 2024 (A Boy and His Dog) est un film de science-fiction américain réalisé par L. Q. Jones et sorti en 1975. Il s'agit d'une adaptation de la nouvelle A Boy and His Dog d'Harlan Ellison publiée en 1969 et traduite en 1973 sous le titre Un gars et son chien (en), par Jacques Chambon.
Le film débute alors qu'en 2007 eut lieu la « quatrième guerre mondiale » (la troisième est située entre 1950 et 1983 et qualifiée de « guerre froide et chaude »), qui dura cinq jours et provoqua la destruction de toute civilisation par le feu nucléaire. Le récit commence 17 ans plus tard, en 2024, à l'emplacement de l'ancienne ville de Phoenix, où les deux personnages principaux, qu'on ne peut strictement qualifier de « héros », le jeune Vic (interprété par Don Johnson) et le chien Blood (Prof en version française), « discutent » pendant que se déroule une scène sanglante, le viol et l'assassinat d'une femme, qui ont été précédés de l'assassinat de son compagnon. Parallèlement, Vic, informé de sa présence par Blood, prend à revers un autre individu et l'assomme et probablement, le tue. Après le départ des massacreurs, Vic et Blood s'approchent du lieu du massacre, et Vic constate tristement que la femme est morte (« elle aurait pu servir encore deux ou trois fois » dit-il avec regret à Blood), puis ils s'activent à rechercher de la nourriture tout en devisant, pendant que se déroule au loin une seconde scène de massacre.

## Synopsis
Le film se déploie en trois parties de longueurs à peu près équivalentes, « le monde de la surface », « l'appât » et « le monde d'en bas », encadrées par une séquence d'introduction, celle décrite précédemment, et une séquence de conclusion.
Le monde de la surface
On suit d'abord les pérégrinations de Blood et Vic dans les ruines d'un monde dévasté, parcours au long duquel ils font des rencontres plus ou moins favorables. Durant ces déambulations, Blood tente d'inculquer des bribes de son savoir à Vic, des échanges qui sont aussi l'occasion pour le spectateur d'en savoir un peu plus sur ce « monde d'après ».
L'appât
À un moment de ce parcours, des personnes dont on ne verra que les jambes, étrangement emmaillotées, observent nos héros, et s'interrogent pour savoir si Vic « fera l'affaire ». À la suite d'une interaction où il fait montre de son impétuosité et de sa débrouillardise en dérobant sous son nez le butin que vient de se procurer une bande de pillards, une des personnes entrevues conclut : « C'est notre homme. Sortez l'appât ».
L'« appât » est une jeune fille, Quilla June Holmes (interprétée par Susanne Benton) que Vic rencontre « fortuitement » le soir du même jour. Il décide de se l'approprier pour assouvir ses pulsions sexuelles, ce qui lui permettra une nouvelle fois de démontrer ses capacités à se sortir d'une situation difficile, puisqu'à cette occasion il est confronté à l'arrivée d'une bande de 23 rovers dont il parvient à se défaire.
Quilla parle à Vic du « monde d'en bas », qu'elle décrit comme merveilleux, et lui propose d'y aller avec elle. Le jeune homme refuse, après quoi elle l'assomme et s'enfuit, en prenant cependant soin de lui laisser un passe qui permet d'ouvrir l'accès au « monde d'en bas ». Contre l'avis de Blood, Vic décide de la rejoindre. Ils se rendent alors vers la porte d'accès à son monde souterrain.
Le monde d'en bas
Cette séquence se divise elle-même en trois sous-parties, « la capture », « la rébellion » et « la fuite ».
La capture
Vic pénètre dans l'entrée du monde d'en bas, laissant Blood à l'extérieur, car celui-ci refuse d'y aller. Il descend une longue échelle puis parcourt des couloirs où apparaît la tuyauterie des mécanismes qui permettent le bon fonctionnement du monde d'en bas. Au bout de son chemin il trouve une porte ouvrant sur la caverne de ce monde souterrain, et comme prévisible, se fait capturer.
Après cela, il est récuré, habillé, puis convoqué par le Comité, l'instance dirigeante de cette ville, dénommée Topeka. Les membres du comité lui expliquent que leur vie souterraine a pour conséquence de rendre les hommes stériles, et pour pallier ce problème son rôle sera de féconder des jeunes filles. Vic se réjouit alors de cette opportunité d'assouvir sa libido, mais déchantera très vite : il se retrouve ficelé à un lit, baillonné, et branché sur une « trayeuse à sperme », ce qui est assez loin de ses fantasmes érotiques...
la rébellion
Peu avant la comparution de Vic devant le Comité, Quilla a une entrevue avec ses membres, où l'on apprend que c'est la promesse d'en faire partie qui l'a motivée à risquer le pire en servant d'appât pour Vic. Mais le comité, peu pressé de tenir cette promesse, diffère la décision à une réunion ultérieure. Cette déconvenue amène Quilla et d'autres jeunes gens à planifier une rébellion pour renverser le Comité et s'emparer du pouvoir.
Pour parvenir à ses fins, Quilla libère Vic de son lit de torture en comptant s'en servir comme instrument de sa vengeance. Mais après cette libération, quand il a récupéré ses armes, Vic refuse d'entrer dans le jeu des insurgés et décide de retourner à la surface.
La fuite
Sur le chemin vers la sortie, Vic et Quilla tombent sur une réunion improvisée où les insurgés sont condamnés à aller à « la Ferme » (dit moins euphémistiquement, à être exécutés). L'homme de main du Comité, en réalité un androïde, repère les deux jeunes gens et fond sur eux ; Vic parvient à l'éliminer et le couple s'enfuit vers la surface.
Arrivé à l'entrée du monde souterrain, Vic retrouve un Blood affamé et agonisant. Il cherche un moyen de le sauver mais Quilla l'incite à abandonner le chien. Dans la toute dernière scène du film, on voit les restes d'un feu surmonté d'une broche, un Blood revigoré, mais pas de Quilla. Les restes de la robe de Quilla et la discussion entre Vic et Blood laisse imaginer ce qui est arrivé à la jeune fille.

## Fiche technique
Sauf indication contraire, les informations mentionnées dans cette section peuvent être confirmées par la base de données cinématographiques IMDb,  présente dans la section « Liens externes ».
- Titre original : A Boy and His Dog
- Titre français : Apocalypse 2024
- Réalisation : L. Q. Jones
- Scénario : L. Q. Jones, avec la participation non créditée de Wayne Cruseturner, d'après la nouvelle de Harlan Ellison
- Musique originale : Tim McIntire et Jaime Mendoza-Nava (séquences souterraines)
- Photographie : John Arthur Morrill
- Décors : Ray Boyle
- Effets spéciaux : Frank Rowe
- Montage : Scott Conrad
- Production : L. Q. Jones et Alvy Moore
- Société de production : LQ/JAF
- Distribution :
- Pays de production :  États-Unis
- Langue originale : anglais
- Format : 2,35 : 1 couleur (Technicolor)
- Genre : science-fiction post-apocalyptique, comédie noire
- Durée : 91 minutes
- Dates de sortie :
  - États-Unis : mars 1975 (Filmex - Festival du film de Los Angeles)
  - États-Unis : novembre 1975
  - France : 21 avril 1976

## Distribution
- Don Johnson (VF : Dominique Collignon-Maurin) : Vic
- Susanne Benton (VF : Perrette Pradier) : Quilla June Holmes
- Jason Robards (VF : Yves Barsacq) : Lou Craddock
- Tim McIntire (VF : Jacques Alric) : Blood  (voix) (Prof en VF)
- Alvy Moore (VF : Maurice Dorléac) : Docteur Moore
- Helene Winston (VF : Liliane Gaudet) : Mez Smith
- Charles McGraw (VF : Georges Atlas) : le prêcheur
- Hal Baylor : Michael
- Ron Feinberg (en) : Fellini
- Michael Rupert : Gery
- Don Carter : Ken
- Michael Hershman : Richard
- L. Q. Jones : l'acteur du film pornographique (caméo)

## Production
James Cagney a un temps été envisagé pour prêter sa voix à Blood, avant que cela soit abandonné pour ne pas trop détourner l'attention sur le personnage.
Le tournage a lieu en juin 1973 en Californie : Désert des Mojaves (lac asséché Coyote Lake, Goldstone Deep Space Communications Complex), dans le Arroyo Verde Park (en) à Ventura, Barstow ou encore à Venice.

## Analyse
(août 2024).
- Si vous ne connaissez pas le sujet, laissez ce bandeau (vous pouvez alors contacter les auteurs).
- Si vous supprimez le contenu mis en cause (vous pouvez préalablement contacter les auteurs),

argumentez précisément cette suppression dans la page de discussion
(un manque de référence n'est pas un argument ; une recherche réelle de référence doit avoir été effectuée, être formellement documentée).
Apocalypse 2024 est une sorte de conte moral ou de conte philosophique, qu'on peut rapprocher formellement de films comme El Topo d'Alejandro Jodorowsky. On peut aussi mettre ce film en rapport avec THX 1138 de George Lucas et Soleil vert de Richard Fleischer, par l'aspect trompeur du futur proposé.
Le monde de la surface est représentatif de l'imaginaire d'une époque : celle du moment fort de la guerre froide où l'ampleur de l'arsenal nucléaire russo-américain, combiné à un « réchauffement » de la guerre froide liée aux conflits de l'après-décolonisation, où les deux superpuissances menaient une stratégie de confrontation indirecte, fit planer l'angoisse d'une apocalypse probable, combinée avec le développement de « guerres sales » qui semblaient donner un avant-goût possible du « monde d'après ».
Le monde souterrain participe plutôt au courant dystopique plus ancien, particulièrement illustré en littérature par Le Meilleur des Mondes, 1984 et Fahrenheit 451. De nombreux traits de "Topeka" doivent d'ailleurs tant au Meilleur des Mondes (eugénisme, stratification figée de la hiérarchie sociale…) qu'à 1984 (emploi d'une forme de novlangue, État policier, omniprésence de haut-parleurs diffusant sans cesse des mots d'ordres et des propos insipides…).
En quelques minutes le contexte est posé : nous sommes « après l'apocalypse », dans un monde violent, sexiste, où règnent le chacun pour soi et la lutte de tous contre tous, avec des groupes de « rovers » (de « rôdeurs ») plus ou moins circonstanciels et plus ou moins violents, des « solos » comme le sont Vic et l'homme qu'il assomme, et des chiens mutants qui pensent aussi bien ou mieux que les humains et ont des pouvoirs télépathiques, comme Blood.

## Distinctions
Aux Saturn Awards 1976, Don Johnson reçoit le Saturn Award du meilleur acteur alors que le film était également nommé pour le prix du meilleur film de science-fiction. Le film a par ailleurs reçu le prix Hugo de la meilleure présentation dramatique en 1976.

## Projet de suite
Des rumeurs ont évoqué des projets de suite. Dans le commentaire audio du DVD, le réalisateur L. Q. Jones déclare qu'il avait commencé à écrire un scénario pour le film qui aurait repris la fin du premier film et mettrait en vedette une guerrière nommée Spike. Selon Cult Movies 2, cette suite s'intitulait A Girl and Her Dog, mais l'idée sera abandonnée lorsque Tiger, le chien qui incarnait Blood, est mort. Dans une interview de décembre 2003, L. Q. Jones a affirmé qu'il avait été approché à plusieurs reprises pour faire une suite, mais que le financement était toujours complexe.